# مصطفى رزق (ممثل)
مصطفى رزق الله (17 سبتمبر 1956 - 5 فبراير 2006)، هو ممثل مصري ولد في مدينة ميت غمر بمحافظة الدقهلية وعاش وتعلم بالإسكندرية وبدأ حياته الفنية هاويًا بالجامعة حيث فاز بالعديد من الجوائز بالمسرح الجامعي بالإسكندرية، وقد بدأ حياته الفنية الإحترافية مخرجًا بقصور الثقافة
قدم العديد من الأعمال التليفزيونية والمسرحية ومن أشهرها دور المبروك في مسلسل (ليلة القبض على فاطمة) 1982.. شارك الفنان (سمير غانم) في العديد من مسرحياته مثل (فارس وبنى خيبان) 1987 و(أخويا هايص وأنا لايص) 1992 و(بهلول في إسطنبول) 1998، كما شارك الفنان (محمد صبحي) في عدة مسرحيات منها (إنت حر) 1981 و(المهزوز) ومن أفلامه (قضية عم أحمد) 1985 
مصطفى رزق فنان متعدد المواهب خفيف الظل، اشتهر بأداء الأدوار الثانوية الكوميدية، وشارك الفنان الراحل سمير غانم في معظم أعماله الفنية، وكان يعتبره تميمة الحظ في أعماله، رسم البهجة على وجوه الجماهير بأدائه التمثيلي الراقي بدون اسفاف أو ابتذال، كانت أهم أدواره قيامه بأداء دور ”المبروك” في مسلسل “ليلة القبض على فاطمة”، مع الفنانة “فردوس عبد الحميد” والفنان الراحل “فاروق الفيشاوي”، ولم يسعفه الحظ أن يحصل على البطولة المطلقة، وظل حبيساً للأدوار المساعدة
تعرض الفنان “مصطفى رزق” إلى حادث سيارة عام 2004، مما أدى بعدها لتدهور حالته الصحية، وتعرضه لعدة انتكاسات، ليرحل عن عالمنا الفنان القدير في 5 فبراير عام 2006، عن عمر ناهز الـ 50 عاماً، بعد إصابته بسكتة قلبية، بعد مشوار فني قصير امتد لأكثر من 25 عاماً، وأعمال فنية وصل عددها إلى ما يقرب من 88 عمل فني ما بين السينما والتلفزيون والمسرح 
قدم خلال سنوات نشاطه الفني القصيرة، ما يقرب من 88 عمل فني ما بين السينما والتلفزيون والمسرح:
- فيلم الزمن والكلاب
- فيلم عقلي طار
- فيلم صاحب العمارة
- فيلم الأبطال الثلاثة
- فيلم احذروا هذه المرأة
- فيلم قضية عم أحمد

- مسلسل ليلة القبض على فاطمة
- مسلسل الطاحونة
- مسلسل البحث عن فرصة
- مسلسل رفاعة الطهطاوي
- مسلسل ساكن قصادي
- مسلسل وجه القمر
- مسلسل البحار مُندي

- مسرحية المهزوز
- مسرحية انت حر
- مسرحية فارس وبني خيبان
- مسرحية العالمة باشا
- مسرحية زكي غبي جداً
- مسرحية أخويا هايص وأنا لايص
- مسرحية بهلول في إسطنبول
- مسرحية أنا ومراتي ومونيكا

- سمير غانم
- فاروق الفيشاوى
- ليلة القبض على فاطمة